# Eparchie oleksandrijská
Eparchie Oleksandrija je eparchie ukrajinské pravoslavné církve Moskevského patriarchátu.

## Území a titul biskupa
Zahrnuje všechny farnosti v oblastech Oleksandrija, Bobrynec, Dolynska, Znamjanka, Kompanjiivka, Novgorodka, Onufrjiivka, Petrove, Svitlovodsk a Ustynivka.
Eparchiální biskup nese titul biskup oleksandrijský a svitlovodský.

## Historie
Eparchie byla zřízena 27. července 2007 oddělením území z eparchie Kirovohrad.

## Seznam biskupů
- 2007–2008 Panteleimon (Baščuk)
- 2008–2012 Antonij (Borovik)
- od 2012 Bogolep (Gončarenko)